# Précy-sur-Vrin
Précy-sur-Vrin település Franciaországban, Yonne megyében. Lakosainak száma 430 fő (2022. január 1.). Précy-sur-Vrin Verlin, La Celle-Saint-Cyr, Cudot, Saint-Julien-du-Sault, Sépeaux-Saint Romain és Charny Orée de Puisaye községekkel határos.

## Népesség
A település népességének változása:
| Lakosok száma | 466  | 446  | 456  | 438  | 432  | 425  | 419  | 417  | 430  |
|               | 2013 | 2015 | 2016 | 2017 | 2018 | 2019 | 2020 | 2021 | 2022 |